# Блоцкий, Бронислав
Брони́слав Бло́цкий (пол. Bronisław Błocki, 1854/1857 — 1917/1919) — польский ботаник, автор ряда работ по флоре Галиции.

## Биография
Родился в Тулиголово (современная Львовская область Украины) 6 декабря 1854 года, по другим данным — в 1857 году.
Высшее образование получал в Львове и в Венской академии лесного хозяйства, после чего жил во Львове. Преподавал в Высшей школе лесоводства во Львове — сначала в звании ассистента, затем адъюнкта и профессора.
Умер 27 ноября 1919 года (по другим данным — в 1917 году) во Львове.
Гербарные образцы, собранные Блоцким в Галиции, хранятся в гербарии Ботанического института Академии наук Польши в Кракове, а также в Гёттингенском университете, в Ботаническом институте РАН, в Ботаническом институте Черновицкого университета, во Львовском университете и в ряде других европейских гербариев.

## Некоторые научные публикации
- Błocki, B. Ein Beitrag zur Flora von Ost-Galizien // Deutsche botanische Monatschrift. — 1892. — Vol. 10(7/8). — P. 104—111.
- Błocki, B. Floristisches aus Galizien // Allgemeine botanische Zeitschrift. — 1896. — Vol. 2(1). — P. 3—6.

## Некоторые виды растений, названные именем Б. Блоцкого
- Cytisus blockianus Pawł., 1924
- Hieracium blockii Woł., 1887 — Pilosella guthnikiana (Hegetschw.) Soják, 1972
- Pseudolysimachion ×blockianum Trávn., 1998 — Veronica ×blockiana (Trávn.) Albach, 2008
- Rumex ×blockii Zapał., 1908 — Rumex ×dufftii Hausskn., 1885